# MIMAROPA
MIMAROPA oder Region IV-B ist eine philippinische Region. Der Name MIMAROPA ist ein Akronym, dass sich aus den Namen der Provinzen der Region zusammensetzt: Mindoro (Occidental; Oriental), Marinduque, Romblon, Palawan. Calapan City ist das regionale Zentrum.
Am 17. Mai 2002 wurde der Bezirk Southern Tagalog in MIMAROPA und CALABARZON aufgeteilt.
Ein Beschluss vom 23. Mai 2005 sah vor, die Provinz Palawan der Region Western Visayas anzugliedern. Die Umsetzung dieses Beschlusses wurde aber am 19. August 2005 vorläufig aufgehoben und ist bis heute nicht erfolgt.

## Politische Gliederung
| Provinz/Städte     | Provinz- hauptstadt | Einwohner (2007) | Fläche (km²) | Bevölkerungsdichte (per km²) |
| ------------------ | ------------------- | ---------------- | ------------ | ---------------------------- |
| Marinduque         | Boac                | 229.636          | 952,58       | 226,6                        |
| Occidental Mindoro | Mamburao            | 421.952          | 5.865,71     | 71,94                        |
| Oriental Mindoro   | Calapan City        | 735.769          | 4.238,38     | 173,60                       |
| Romblon            | Romblon             | 279.774          | 1.533,45     | 182,45                       |
| Palawan            | Puerto Princesa     | 682.152          | 17.030,75    | 40,05                        |

## Nationalparks und Naturschutzgebiete
- Apo Reef Marine Natural Park
- Calauit Game Preserve and Wildlife Sanctuary
- Coron Island Protected Area
- El Nido-Taytay Managed Resource Protected Area
- Lake-Naujan-Nationalpark
- Malampaya Sound Protected Landscape/Seascape
- Marinduque Wildlife Sanctuary
- Mount Calavite Wildlife Sanctuary
- Mount Guiting-guiting Natural Park
- Mount-Iglit-Baco-Nationalpark
- Mount Mantalinganhan Protected Landscape
- Ursula Island Game Refuge and Bird Sanctuary

## Hochschulen
- Divine Word College of San Jose
- Divine Word College of Calapan
- Holy Trinity University
- Innovative College of Science and Information Technology
- Loyola College of Culion
- Marinduque State College
- Mindoro State College of Agriculture and Technology
- Palawan State University
- Polytechnic University of the Philippines
- Romblon State University
- Western Philippines University